# درخت کاری
درختِ کاری (نام علمی: Murraya koenigii) نام یک گونه از تیره سدابیان است. این درخت بومی هند و سری‌لانکا است.